# 原味の夏天
『原味の夏天』（げんみのなつてん、原題: 原味的夏天 ）は台湾のテレビドラマ。2003年に台湾の中国電視公司で放送された。

## キャスト
| 役名                                              | 俳優名                               |
| ------------------------------------------------- | ------------------------------------ |
| アリー（シャ・リー） 阿日（夏日）                 | 邱澤 （ロイ・チウ）                  |
| ヤン・パンパン 盼盼（楊盼盼）                     | 楊丞琳 （レイニー・ヤン）            |
| シアじいさん（シャ・インション） 夏爺爺（夏英雄） | 午馬 （ウー・マー）                  |
| シャ・エン 小恩（夏恩）                           | 沈建宏 （ジョン・シェン）            |
| リャン・ピンフイ 品卉（梁品卉）                   | 楊千霈 （ヤン・チエンペイ）          |
| ジュン（ウー・ジァジュン） 嘉駿（吳嘉駿）         | 張朝閔 （チャン・ウェイミン）        |
| サー（リン・チンシャ） 小莎（林靜莎）             | 林涵 （ハンナ・リン）                |
| ティエ（ヤン・ティエシェン） 小鐵（楊鐵生）       | 歐定興 （エドワード・オウ）          |
| トウ（チェン・ウェンガン） 阿透、鋼鋼（陳文鋼）   | 陳承祥 （マーク・チェン）            |
| アダー（リャングァン・アードー） 阿德（兩光阿德） | 林育德 （ベニー・リン）              |
| ケン（チャン・ユウケン） 阿KEN（張裕肯）          | 楊世豪 （ヤン・シーハオ）            |
| 郵便配達員 （郵差）                               | 陳顯政 （チェン・シエンジョン）      |
| ウェイ （葉浮）                                   | 陳怡蓉 （タミー・チェン）            |
| アーダ                                            | 黃玉榮 （ホアン・ユーロン、183Club） |
| ジャン （Peter）                                  | 何潤東 （ピーター・ホー）            |
| 藤田由美 （藤田由美）                             | 村田あゆみ                           |

## スタッフ
- プロデューサー：シン・ジーユー
- 監督：ヤン・グァンワン
- 脚本：チェン・チュンズー
- 音楽：ツァイ・チェンシュン

## 音楽
- オープニングテーマ：「原味的夏天」（歌：ロイ・チウ）
- エンディングテーマ：「藍色愛情」（歌：ロイ・チウ）
- そのほか、挿入歌に福山雅治の「HEAVEN」や、「桜坂」の中国語カバーが使用されていることがある。